# Schloss Heilgersdorf

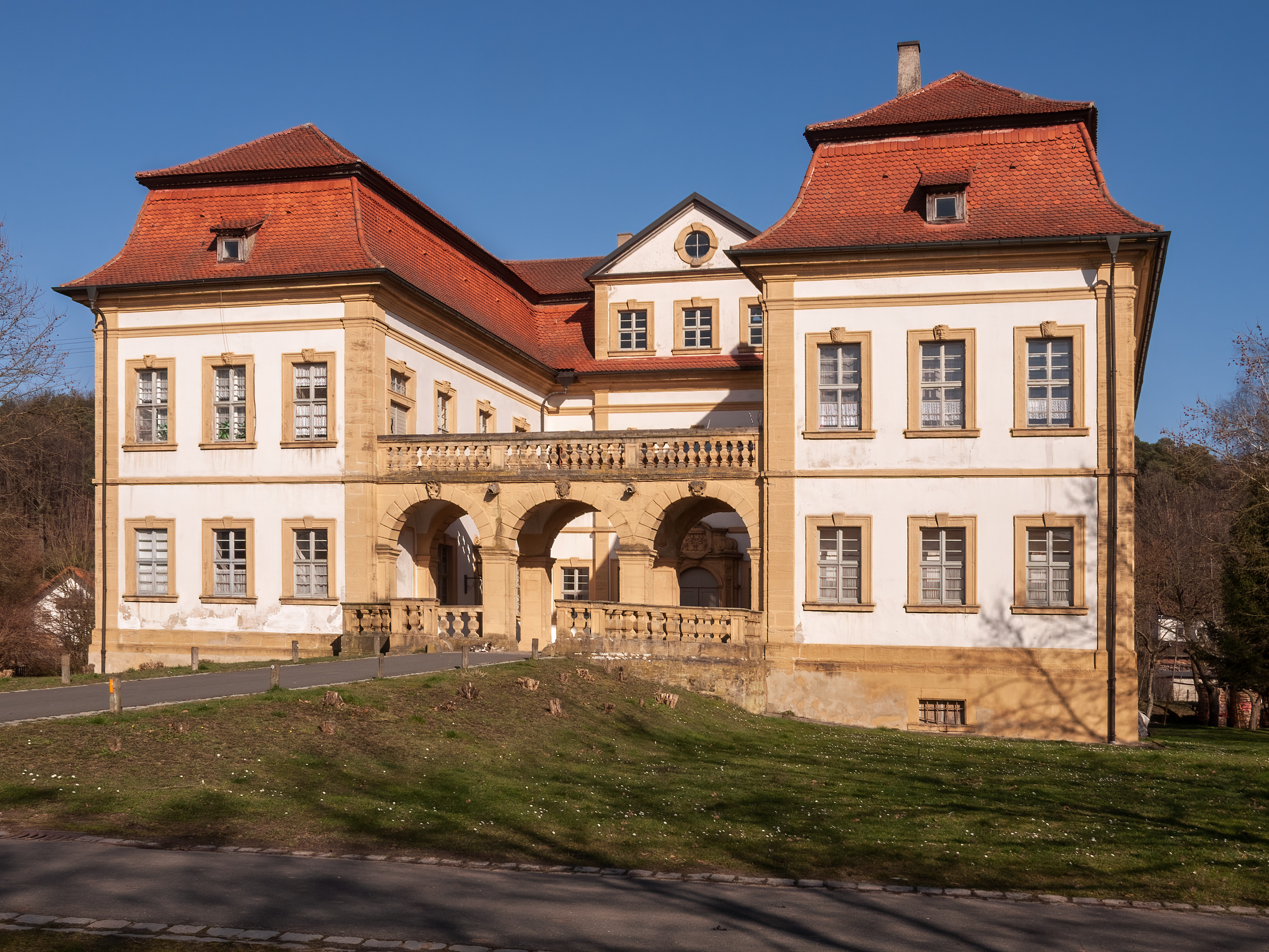
Schloss Heilgersdorf

Das Schloss Heilgersdorf liegt etwas versteckt am Rand des Seßlacher Ortsteiles Heilgersdorf im Landkreis Coburg in Oberfranken. Der ehemalige Adelssitz wurde im 19. und 20. Jahrhundert als Forsthaus, Schule und Flüchtlingslager zweckentfremdet, konnte sich seine repräsentativen barocken Bauformen jedoch bis heute bewahren.

## Geschichte

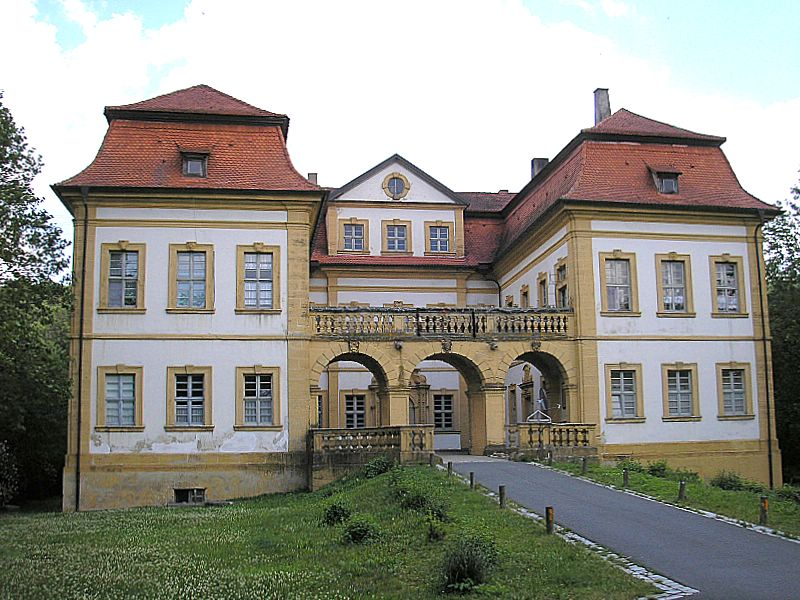
Ansicht vom Schlossplatz

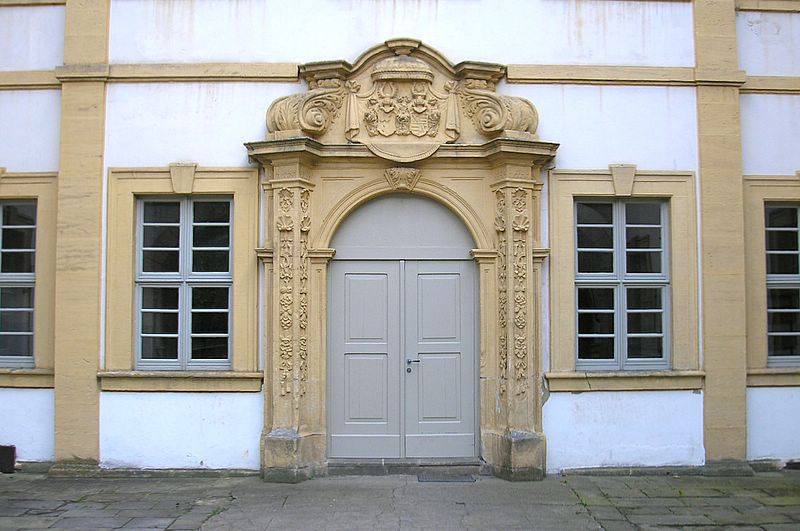
Das Hauptportal

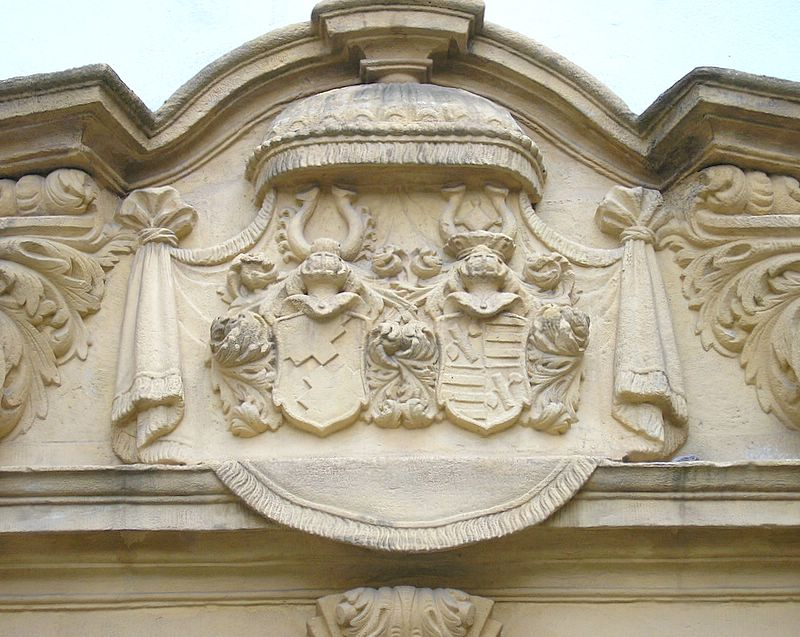
Ehewappen Lichtenstein-Veltheim über dem Hauptportal

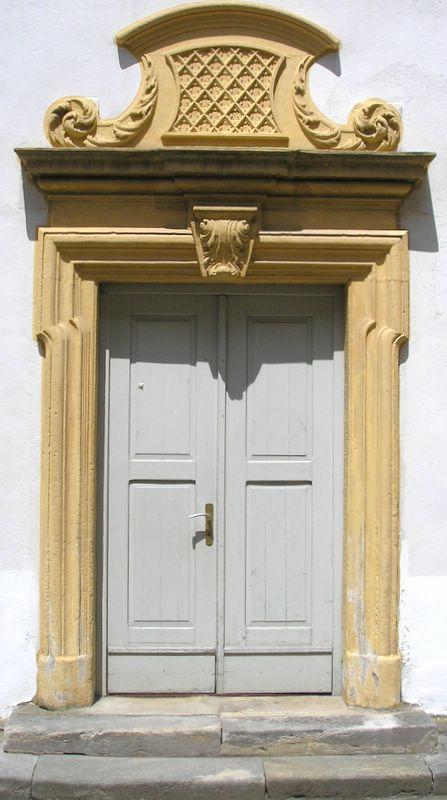
Das rechte Seitenportal

Heilgersdorf war seit dem 14. Jahrhundert im Besitz der Herren Stein von Lichtenstein, deren Stammburg sich auf einem nahen Höhenzug erhebt (Burg Lichtenstein). Die erste Burganlage lag inmitten eines Sees und soll auf eingerammten Holzpfählen errichtet worden sein (1361 erwähnt). Im Bauernkrieg (1525) plünderten die Aufständischen die Veste, die anschließend wieder instand gesetzt wurde. Eine erneute Zerstörung erfolgte während des Dreißigjährigen Krieges, auch diese Schäden konnten beseitigt werden. 1687 ist von einem „adl Hauß, so die vordere Kemmeten genannt wird“ die Rede, das „wohl gebauet“ gewesen sein soll. Dieses Schloss musste jedoch bereits wenig später dem barocken Neubau weichen.
Das Schloss wurde ab 1717 von Adam Heinrich Gottlob von Lichtenstein als Witwensitz für seine Mutter Florina Margareta von Veltheim, die Ehefrau des 1693 gestorbenen Heinrich von Lichtenstein, in Auftrag gegeben. Allerdings zog diese nie dorthin. 
Das Schloss wurde nur etwa 90 Jahre von den Herren von Lichtenstein bewohnt. Das Jahr 1796 brachte die Einquartierung von 50 französischen Kriegsgefangenen, ein Jahr später richtete man ein Forstamt in den Schlossräumen ein. Später wechselte die Anlage mehrmals den Eigentümer und gelangte schließlich in den Besitz der Gemeinde. Im Zuge der Gebietsreform kam das – früher zum Landkreis Ebern (Unterfranken) gehörende – Dorf zum Landkreis Coburg und ist seitdem ein Ortsteil der nahen Stadt Seßlach.
Wie erst Anfang des 21. Jahrhunderts wieder aufgefundene Baurechnungen sowie eine 2012 durchgeführte dendrochronologische Altersbestimmung der in die Dachkonstruktion eingebauten Fichtenhölzer belegen, wurde das Schloss 1717 bis 1718 errichtet. Der Innenausbau dauerte bis 1720. Der Entwurf wurde früher oft dem Würzburger Hofbaumeister Joseph Greissing zugeschrieben, der jedoch schon aus stilistischen Gründen auszuschließen ist. Inzwischen ist diese Abschreibung auch archivalisch belegt. Ausführender Baumeister war der ursprünglich aus Tirol stammende Seßlacher Maurermeister Hans Georg Salb. Als ausführender Zimmermann agierte der Heilgersdorfer Hans Engelhardt und die Fenstereinfassungen und Portale stammen von dem Coburger (Eyrichshofer) Bildhauer Johann Christoph Hemmer. Die Gestaltungsideen liegen in der norddeutsch-protestantischen Bautradition, vermittelt durch die braunschweigische Herkunft der Bauherrin Florina Margareta von Lichtenstein, geborene von Veltheim. Diese hat sich vermutlich in ihrer Heimat entweder direkt Pläne anfertigen lassen oder doch zumindest dortige Bauten gekannt und als Vorbilder in die Planungen mit einfließen lassen.

## Baubeschreibung
Der Ehrenhof des zweigeschossigen Baues öffnet sich nach Westen zum Schlossplatz. Der kleine Innenhof wird durch eine dreibogige Loggia mit Balusterbrüstung abgeschlossen. Dahinter springt der Portalrisalit des Mittelbaues etwas aus der Mauerflucht. Den Volutengiebel des von Pilastern flankierten Portals schmückt des Ehewappen Lichtenstein-Veltheim. Die Seitenflügel besitzen eigene Eingänge in den Mittelachsen.
Die zurückhaltende Architekturgliederung besteht auf durchgehenden Gesimsen, Eckpilastern und profilierten Fenstergewänden, die in einem Ockerton gestrichen wurden. Die dazwischen liegenden Wandflächen sind weiß verputzt. Die gesamte Anlage trägt ziegelgedeckte Mansarddächer, der Portalrisalit wird durch einen dreieckigen Giebel abgeschlossen.
Im Inneren hat sich nichts von der einstigen Ausstattung erhalten. Auch die Raumaufteilung ist durch die zahlreichen Umnutzungen stark verändert. Die Gemeinde als Eigentümer hat für das charmante Bauwerk des fränkischen Hochbarock weder ein Konzept noch eine Verwendung noch die Finanzen.